# Port lotniczy Sittwe
Port lotniczy Sittwe – krajowy port lotniczy położony w Sittwe, w Birmie.

## Wypadki
24 sierpnia 1972 samolot Vickers Viscount XY-ADF linii Union of Burma Airways uległ zniszczeniu po wypadnięciu z pasa startowego podczas lądowania. Nie było ofiar śmiertelnych.